# Creatura del diavolo
Creatura del diavolo (The Witches) è un film del 1966 diretto da Cyril Frankel.
Il film è tratto dal romanzo The Devil's Own di Norah Lofts, che lo scrisse sotto lo pseudonimo di Peter Curtis. Fu l'ultimo film di Joan Fontaine.

## Trama
Gwen, una maestra, ritorna in un paese inglese dall'Africa. In questo paesino avvengono misteriosi fatti che alla fine si rivelano causati da una collega di Gwen che pratica la magia nera e cerca di diventare immortale.